# Chevrolet Cruze
Chevrolet Cruze (ʃəvroˈleː kruːz) — глобальный проект General Motors, созданный под руководством Тевана Кима. Автомобиль пришёл на смену Chevrolet Lacetti. В основу автомобиля легла новая глобальная платформа Delta II, на которой построен Opel Astra J.
В России изготовление седанов и хетчбэков Chevrolet Cruze осуществлялось на заводе GM в Шушарах (Санкт-Петербург), универсалы выпускались на заводе «Автотор» в Калининграде. Модель официально продавалась на российском рынке с осени 2009 года до 2015 года. В России больше не выпускаются после ухода GM с российского рынка.

## Предыстория
Первоначально модель под именем Cruze (премьера на Токийском автосалоне в 1999 году) выпускалась с 2001 по 2008 год в виде компактного хетчбэк-кроссовера, рассчитанного на продажи в странах Юго-Восточной Азии и Тихоокеанского региона. Автомобиль также продавался под именем Suzuki Ignis. 

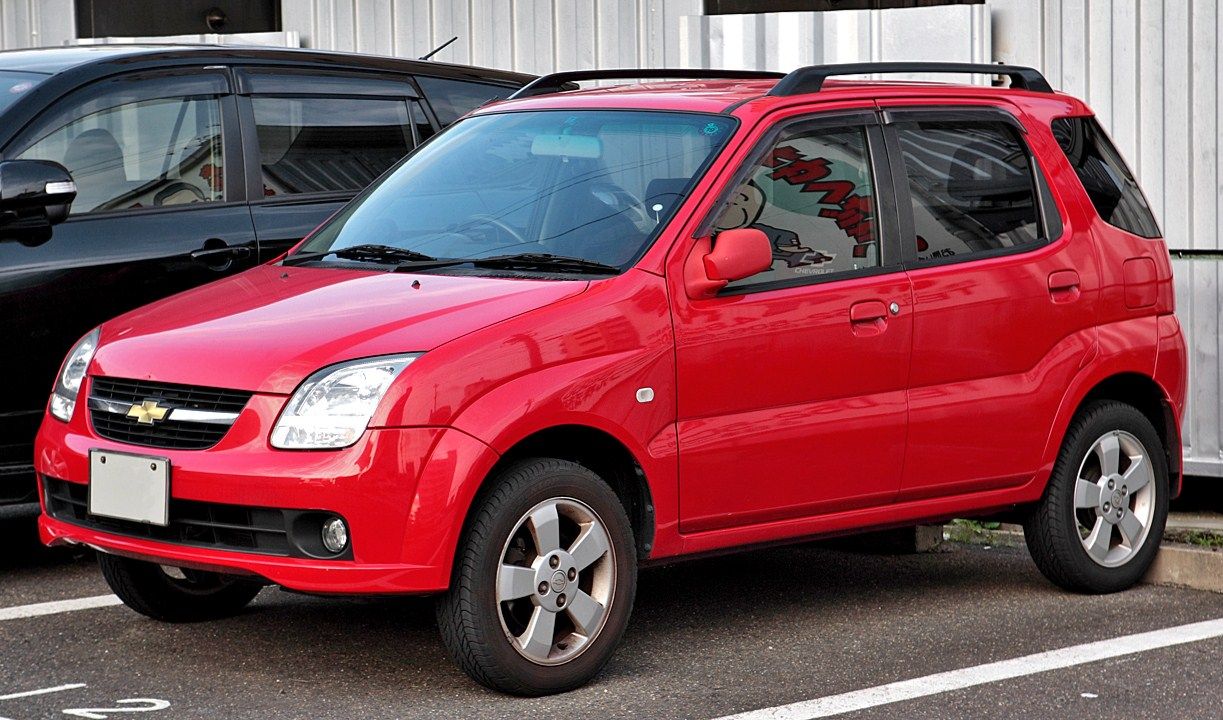
Оригинальный автомобиль (2001-2008)

## Первое поколение (J300)
Представленный в 2008 году для рынка Южной Кореи как Daewoo Lacetti Premiere, Cruze заменил собой одноимённый автомобиль продаваемый с 2001 года. Предыдущее поколение Lacetti продавалось на рынках Азии, Европы и Океании. GM заменил предыдущее поколение на новый Cruze в течение 2009 года. Австралийская версия продается под маркой Holden Cruze со второго квартала 2009 года.

### Подвеска
- спереди МакФерсон с алюминиевыми А-образными рычагами и гидроопорами (вместо резиновых сайлент-блоков)
- сзади скручивающаяся H-образная балка с парой пружин

Разгон (с 0 до 100 км/ч): 12,4 с (1,6 л); 9,8 с (1,8 л)

Расход топлива (заявленный): 6,8 л/100 км (в смешанном ездовом цикле) — для бензиновых моторов; 5,8 л/100 км — для турбодизеля
Расход топлива (фактический в корейском варианте 1,6 л): город — 10/11 л смешанный — 8 л загородный — 7 л. Потреблении газа (при переоборудовании автомобиля) составляет, порядка 12-14 л/100 км в городском цикле езды.

### Безопасность
| Euro NCAP                                                   | Euro NCAP | Euro NCAP | Euro NCAP             |
| ----------------------------------------------------------- | --------- | --------- | --------------------- |
| · общий рейтинг                                             |           |           |                       |
| 96%                                                         | 84%       | 34%       | 71%                   |
| взрослый пассажир                                           | ребёнок   | пешеход   | активная безопасность |
| Протестированная модель: Chevrolet Cruze 1.6 LS, LHD (2009) |           |           |                       |

### Хетчбэк
В конце 2011 года началось производство и продажи автомобиля в кузове хетчбэк.

### Универсал
На Международном автосалоне в Женеве в марте 2012 года официально дебютировал третий вариант кузова — универсал, который дополнил седан и хетчбэк, продажи которых во всём мире уже дошли до отметки в 1 млн автомобилей.
Главной отличительной особенностью универсала является удлинённый кузов с вместительным багажным отделением объёмом 500 литров, который может быть увеличен до 1500 литров при сложенных спинках задних сидений.
Кроме того, в моторной гамме модели появился новый 1,4-литровый турбированный бензиновый мотор, новый 1,7-литровый дизель и модернизированный 2-литровый дизельный двигатель. В продажу универсал поступил в июне 2012 года. На российском автомобильном рынке продажи универсала не увенчались успехом, так как компания GM прекратила свою деятельность на территории РФ, и сборка универсалов на заводе Автотор в Калининграде была прекращена.

### Обновление 2012 года
В 2012 году Cruze получил небольшое обновление экстерьера, которое заключалось в обновлённых переднем и заднем бамперах, спереди были переработаны фальшвентиляционные отверстия вокруг противотуманных фар (стали более вертикальными), решетка радиатора получила более широкие отверстия и выступы/зубья, шильдик стал шире, фары головного света сменили подложку с чёрной на хромированную, сзади добавили более выразительную выштамповку по низу бампера.
В интерьере полностью изменилось торпедо, что позволило разместить развлекательную систему MyLink с большим дисплеем. Также были представлены новые легкосплавные диски.
Сначала продажи начались в Корее, затем в Малайзии, а позже и в других странах.

### Обновление 2014 года
Не путать со вторым поколением.
12 апреля 2014 года был показан Cruze 2015 модельного года. Автомобиль получил обновлённую решетку радиатора более угловатой формы, схожей с Chevrolet Malibu.

### Продажи
В августе 2014 года было объявлено о продаже 3-миллионного Chevrolet Cruze. Третий миллион автомобилей разошёлся по миру всего за 16 месяцев. Больше всего автомобилей продано в Китае — 1,13 млн, в США — 0,9 млн, в России — 195 тыс.
| Год  | Австралия | Китай   | США     |
| ---- | --------- | ------- | ------- |
| 2009 | 12 590    | 92 190  |         |
| 2010 | 28 334    | 187 737 | 24 495  |
| 2011 | 33 784    |         | 231 732 |
| 2012 | 29 161    |         | 237 758 |
| 2013 |           |         | 248 224 |

### Галерея

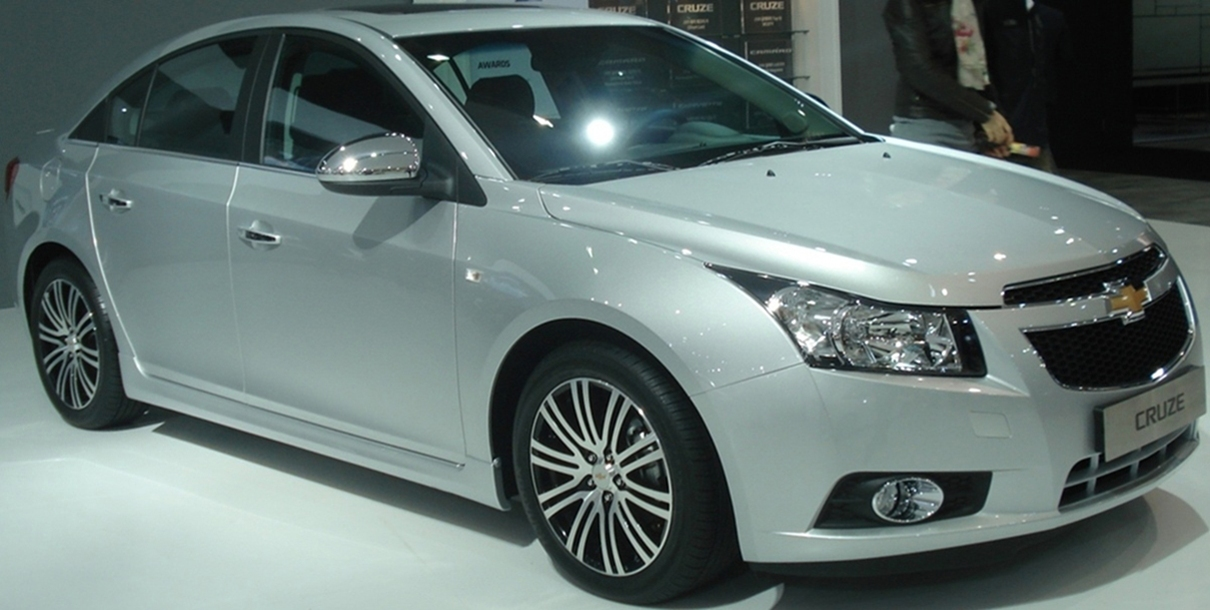
2008-2012 год
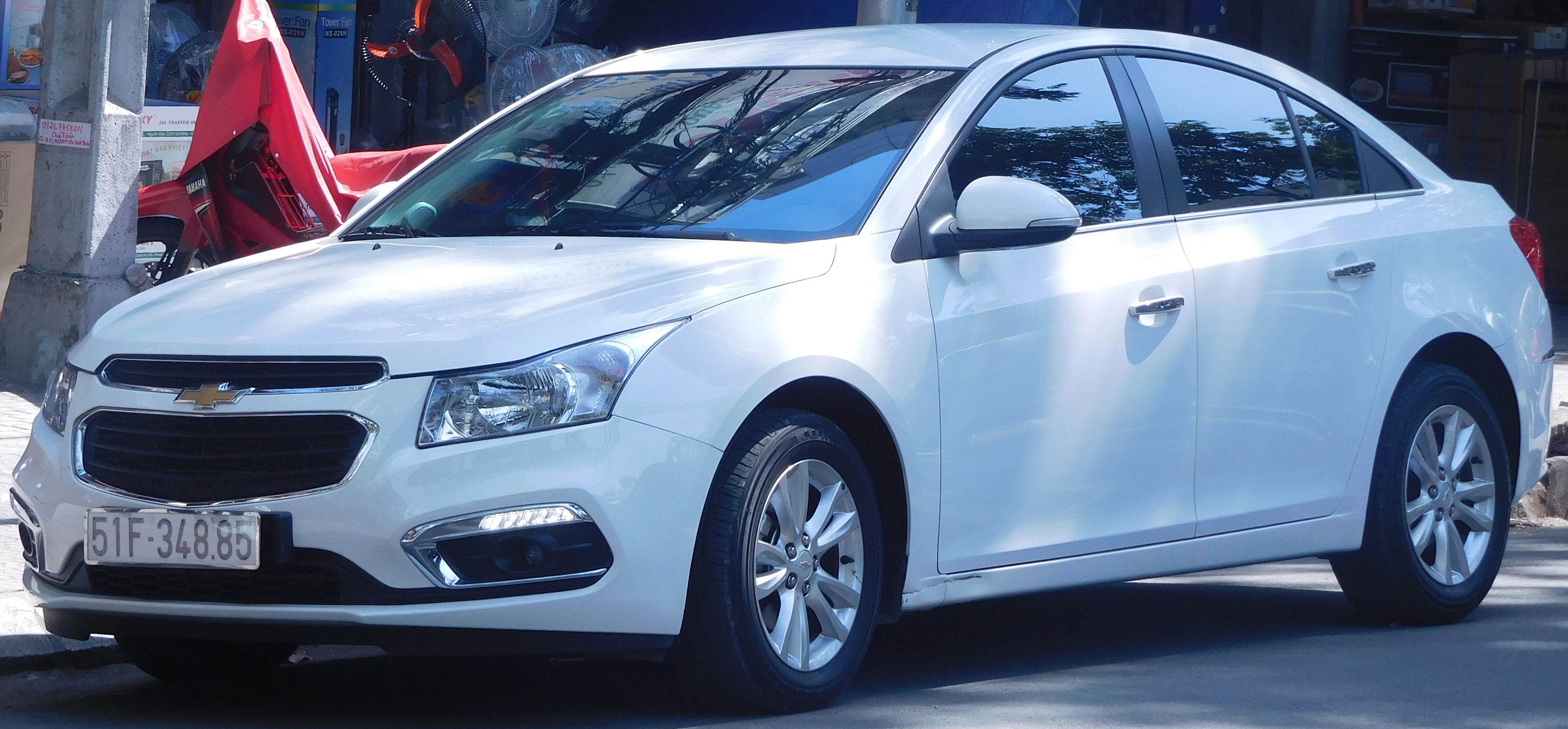
Обновление 2014 года для стран Европы
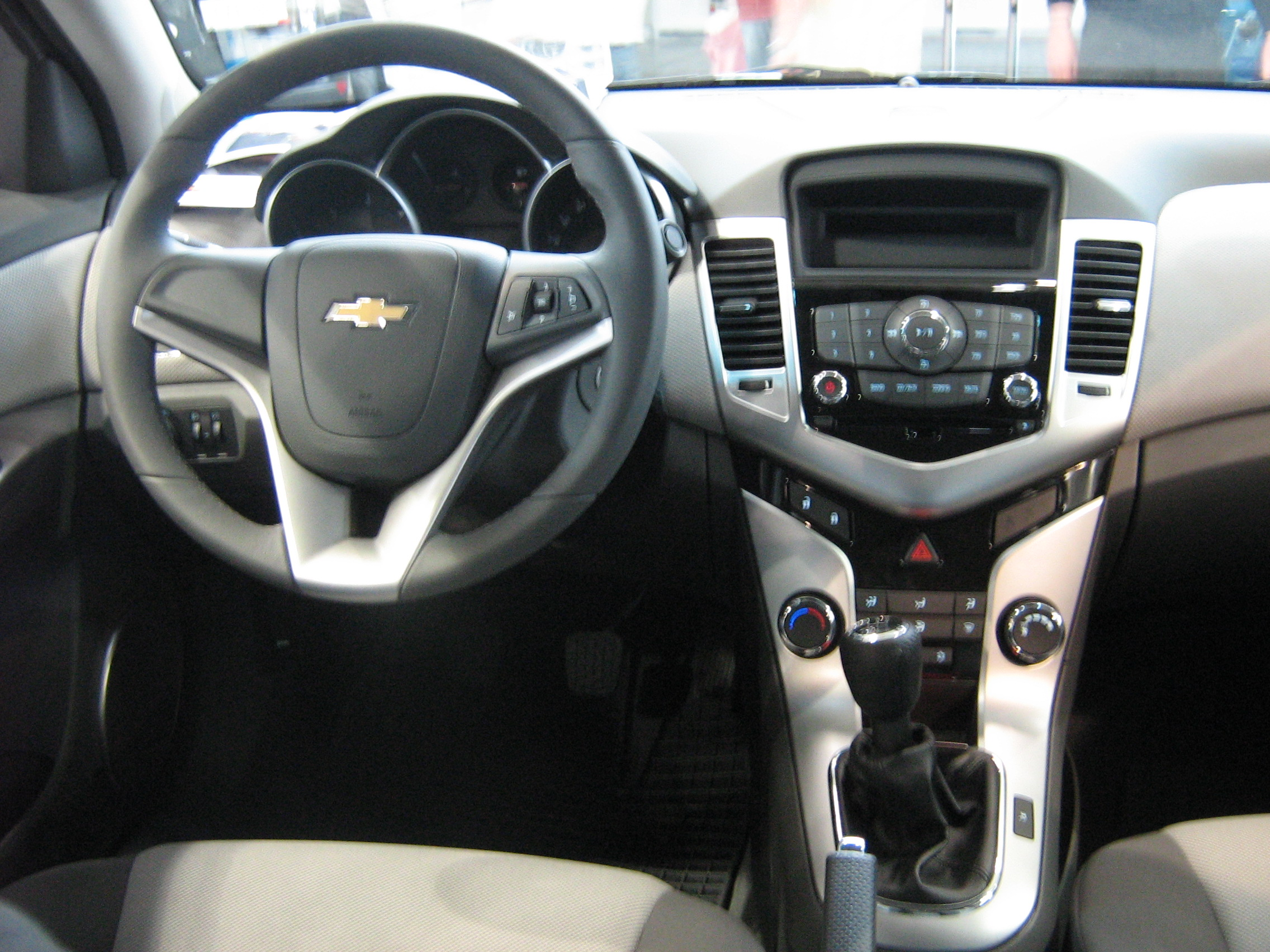
Интерьер 2008-2012 модельного года

## Второе поколение (J400)
Chevrolet Cruze для китайского рынка был представлен в 2014 году на автосалоне в Пекине. В 2015 году была показана международная версия Chevrolet Cruze. Также был представлен и хетчбэк. Его премьера состоялась в Детройте в 2016 году.
Chevrolet Cruze второго поколения построен на платформе GM D2XX. Автомобиль оснащается 1,4-литровым бензиновым четырёхцилиндровым рядным двигателем с турбонаддувом мощностью 153 л. с. (114 кВт).

Автомобиль продаётся с 6-ступенчатой механической и автоматической, а также роботизированной коробками передач.

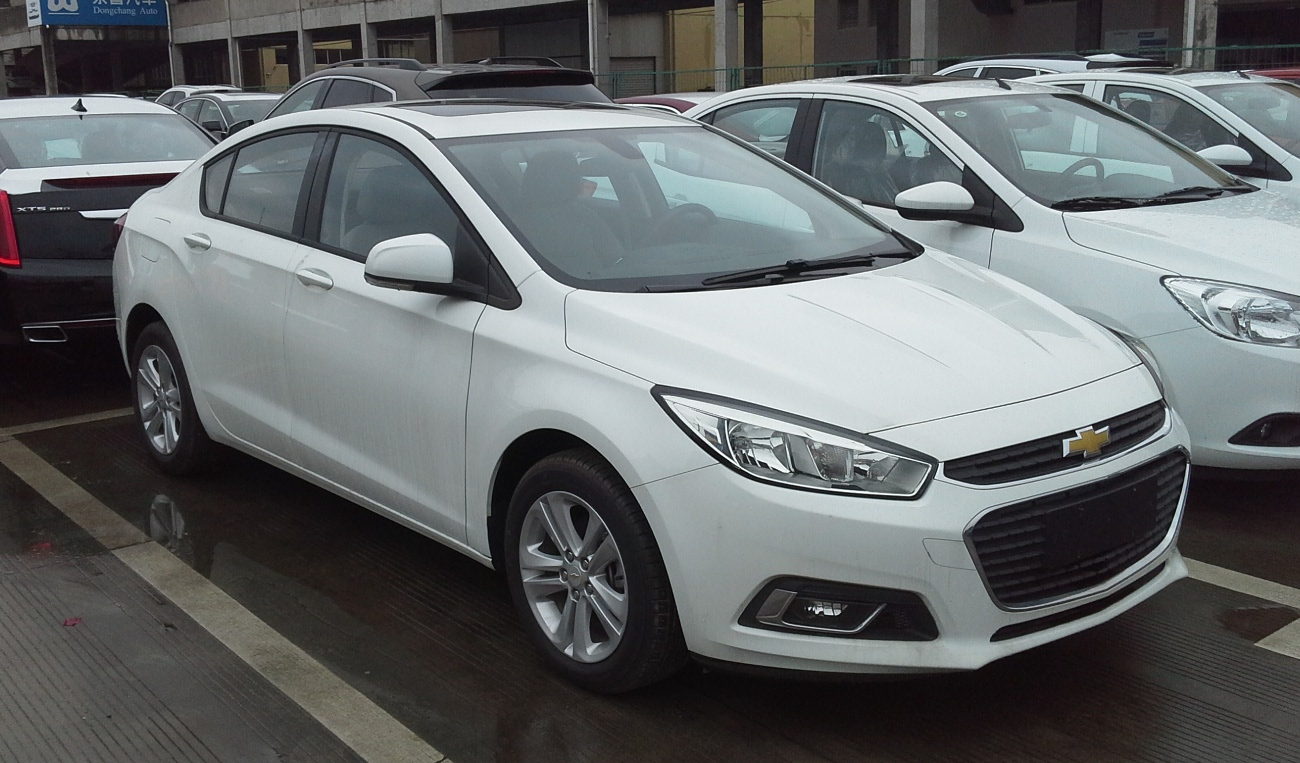
Версия для китайского рынка
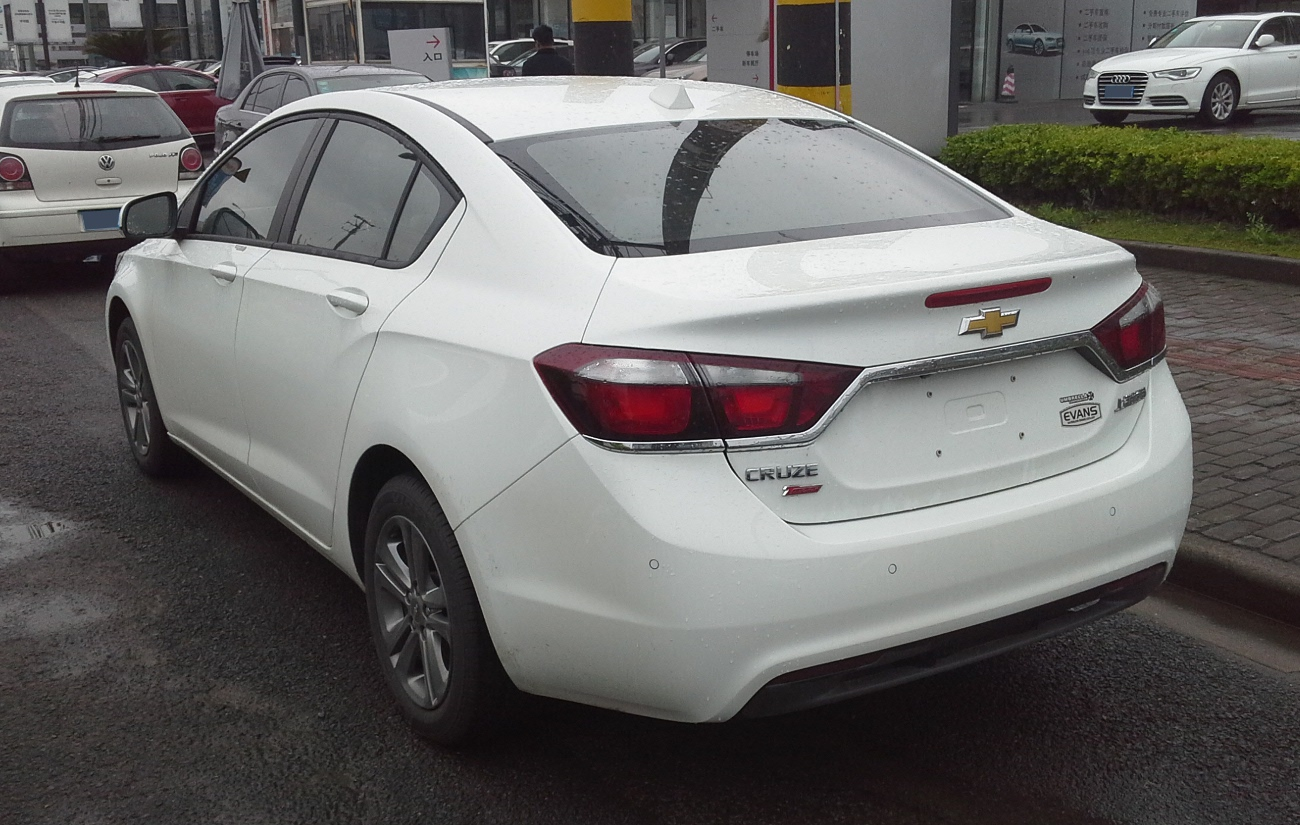